# Gäddsjön (Edsbro socken, Uppland)
Gäddsjön är en sjö i Norrtälje kommun i Uppland och ingår i Broströmmens huvudavrinningsområde. Sjön har en area på 0,144 kvadratkilometer och ligger 19 meter över havet.

## Delavrinningsområde
Gäddsjön ingår i det delavrinningsområde (663427-164536) som SMHI kallar för Mynnar i 663808-164662. Medelhöjden är 33 meter över havet och ytan är 24,62 kvadratkilometer. Det finns inga avrinningsområden uppströms utan avrinningsområdet är högsta punkten. Vattendraget som avvattnar avrinningsområdet har biflödesordning 3, vilket innebär att vattnet flödar genom totalt 3 vattendrag innan det når havet efter 32 kilometer. Avrinningsområdet består mestadels av skog (90 procent). Avrinningsområdet har 0,41 kvadratkilometer vattenytor vilket ger det en sjöprocent på 1,7 procent.